# Disfunção erétil
Disfunção erétil (AO 1945: eréctil) é a incapacidade de manter o pênis ereto para uma satisfatória relação sexual. A partir do final da década de 1990, o surgimento de novos medicamentos para tratar essa disfunção (bem como as intensas campanhas publicitárias que os acompanharam) aumentou a atenção sobre o tema.
O termo impotência sexual (em latim: impotentia coeundi) descrevia simplesmente a inabilidade para inserir o pênis na vagina. Este termo está em desuso, sendo substituído por disfunção erétil. Um estudo - envolvendo homens com idades entre 40 e 70 anos no Brasil, China, França, Alemanha, Itália, Espanha, Reino Unido e Estados Unidos - sugere que a disfunção erétil estava ligada à perda de produtividade no trabalho e a menor qualidade de vida.

## Causas
A disfunção erétil pode ter origem em diversos fatores, sejam eles físicos ou psicológicos. Muitas vezes é uma combinação de ambos.
Causas físicas:
- Cirurgia: intervenções cirúrgicas do intestino grosso, do reto ou da próstata e tratamentos de radioterapia na área pélvica podem danificar os nervos e os vasos sanguíneos e causar problemas de disfunção erétil.
- Problemas vasculares: a arteriosclerose (endurecimento das artérias), derrame cerebral, fumo, hipertensão, problemas cardíacos e colesterol elevado são fatores que afetam a entrada e a saída do fluxo de sangue do pênis. A doença vascular é geralmente a causa mais comum da disfunção erétil.
- Doenças nervosas: os problemas neurológicos incluem: lesão da medula espinhal, esclerose múltipla e degeneração dos nervos, derivados do diabetes ou do excesso de álcool.
- Diabetes: o diabetes pode causar lesão dos nervos (neuropatia) e dos vasos sanguíneos (arteriosclerose) que levam o fluxo sanguíneo ao pênis. Dois em cada três homens com diabetes podem sofrer de disfunção erétil.
- Doenças crônicas: ao ser diagnosticada uma doença crônica o seu médico pode esclarecer se esse problema pode afetar a saúde sexual.
- Problemas hormonais: baixos níveis de hormônio podem causar disfunção erétil.
- Efeitos secundários dos medicamentos: existe uma vasta gama de medicamentos que podem originar problemas de disfunção erétil. O médico pode esclarecer sobre os possíveis efeitos secundários da medicação prescrita e quais as possíveis alternativas. Um dos exemplos são os remédios contra a queda de cabelo.

Fatores relacionados com o estilo de vida:
- Álcool: o consumo de bebidas alcoólicas pode reduzir imediatamente a capacidade de manter uma ereção satisfatória. A longo prazo, o consumo excessivo de bebidas alcoólicas pode causar desequilíbrios hormonais constantemente.
- Tabagismo: o uso abundante e/ou por um grande período de cigarros, charutos, etc., pode levar o usuário à disfunção erétil. Segundo o Dr. Carlos Manuel de Carvalho,[3] com base em publicações internacionais, o fumo é a principal causa de disfunção erétil. Isso ocorre pela diminuição da pressão sanguínea na região peniana.

Fatores psicológicos:
O cérebro desempenha um papel fundamental no desencadeamento da série de eventos físicos que causam uma ereção, começando com os sentimentos de excitação sexual. Uma série de coisas podem interferir com os sentimentos sexuais e causar ou piorar a disfunção erétil. Esses incluem:
- Depressão, ansiedade ou outras condições de saúde mental;
- Estresse;
- Problemas de relacionamento devido ao estresse, má comunicação ou outras preocupações.

## Disfunção erétil psicogênica
Disfunção erétil psicogênica foi apontada a ser a causa mais comum de disfunção erétil, no entanto, causas psicológicas muitas vezes coexistem com causas físicas ou funcionais na condição.
Problemas de ereção normalmente produzem uma reação psicológica e emocional significativa na maioria dos homens. Isso é muitas vezes descrito como um padrão de ansiedade, baixa autoestima e estresse que pode interferir com o desempenho sexual normal. Esta "ansiedade para um bom desempenho" precisa ser reconhecida e tratada pelo seu médico.
Existem várias áreas do cérebro envolvidas no comportamento sexual e ereções. Na disfunção erétil psicogênica, o cérebro pode enviar mensagens que impedem (inibem) ereções ou pode estar também relacionada à resposta do corpo aos estresses e liberação de substâncias químicas (catecolaminas) que apertam os músculos penianos, impedindo-os de relaxar.
Certos sentimentos podem interferir com a função sexual normal, incluindo sentir-se nervoso ou autoconsciente sobre sexo, sentir-se estressado em casa ou no trabalho ou sentir-se incomodado em seu relacionamento sexual atual. Nestes casos, o tratamento que incorpora aconselhamento psicológico para o casal. Um episódio de fracasso, independentemente da causa, pode propagar mais sofrimento psicológico, levando a falha erétil com mais frequência.
Indivíduos que sofrem de disfunção erétil psicogênica podem se beneficiar de psicoterapia, tratamentos da disfunção erétil com inibidores da PDE5, ou uma combinação dos dois. Além disso, os medicamentos utilizados para tratar problemas psicológicos podem causar disfunção erétil; No entanto, a melhor opção é sempre realizar uma consulta com seu médico antes de optar por qualquer tipo de tratamento.

## Tratamentos
O tratamento para disfunção erétil é individualizado de acordo com a causa apresentada pelo indivíduo - se de origem psicológica ou resultante de uma disfunção orgânica. Entre as opções disponíveis temos:
- Medicamentos orais: os inibidores da fosfodiesterase 5 (PDE5) são uma classe de medicamentos orais (ex.: Viagra®, Cialis®). Apresentam-se como terapêuticos de primeira linha e uma possibilidade relativamente nova para o tratamento da disfunção erétil;
- Aconselhamento sexual / terapia sexual: consultas com um psicólogo ou psiquiatra podem ajudar a identificar, a compreender e a lidar com os problemas sexuais, bem como aprender a controlar as situações de estresse durante o ato sexual, a aumentar os estímulos e focar a atenção no prazer e na intimidade do casal;
- Autoinjeção peniana: medicamento que ao ser injetado pelo doente na parte lateral do pênis, antes da atividade sexual, vai aumentar o fluxo sanguíneo no membro e permitir sua ereção;
- Terapia intra-uretral: cápsula de um medicamento que ao ser inserida na uretra aumenta o fluxo sanguíneo;
- Prótese peniana: a colocação de prótese peniana é sugerida ao doente quando nenhum dos outros tratamentos foi bem-sucedido. É mais indicada para disfunção erétil de fundo orgânico, como diabetes, quando medicamentos orais ou injetáveis não são eficazes. A prótese peniana é um dispositivo inserido no pênis através de cirurgia. Estas próteses são constituídas de dois cilindros sintéticos que são colocados dentro dos tubos naturais que o pênis tem e que são conhecidos como corpos cavernosos de tal forma a ocupar 70% do espaço nestes corpos. Resta portanto, às mesmas artérias, que antes precisavam encher de sangue todo o cilindro cavernoso, o trabalho de preencher tão somente 30% do mesmo, tornando a ereção facilitada.

### Psicologia
O objetivo da psicologia é ajudar o paciente a lidar com a frustração e encontrar as causas psicológicas da disfunção erétil.

### Exercícios físicos
Um estudo publicado no "British Journal of Sports Medicine" defende que os exercícios físicos podem e devem ser usados no tratamento da disfunção erétil, a par da medicação e sob supervisão médica.
Os resultados indicaram que a atividade e exercício físicos melhoram a disfunção erétil, especialmente os exercícios aeróbicos com intensidade moderada a vigorosa.